# ONE (mangaka)
Pour les articles homonymes, voir One.
ワン
Œuvres principales
- One Punch Man
- Mob Psycho 100
- Versus

ONE est un mangaka japonais, né le 29 octobre 1986 à Niigata. Il est surtout connu pour son manga One Punch Man, qu'il sérialise sur le web depuis 2009.
Par la suite, il coréalise avec Yusuke Murata un remake de cette série.

## Biographie

### Enfance et formation
ONE est né le 29 octobre 1986 à Niigata.
Il est influencé par Shin-chan de Yoshito Usui.

### Carrière
C'est sur internet que ONE travaille. Il réalise notamment ses dessins sur tablette graphique. Autodidacte, il travaille sur des premiers mangas tels que Sun Man et Tennis Player Ryu, qui ne seront pas sérialisés.
En 2009, il connait le succès en débutant une nouvelle histoire intitulée One Punch Man. Pour ce manga, son site accueillera en moyenne 20 000 visites par jour. Cette série connaîtra une reprise en 2012, née de la collaboration entre ONE et le mangaka Yusuke Murata, puis une série animée à partir de 2015.
Il prépublie en 2012 Mob Psycho 100, un nouveau manga, qui aura également le droit à sa série animée à partir de 2016. Né de cet univers, ONE crée une série dérivée sur son application en ligne : Manga ONE.
Fin 2022, il est annoncé que ONE prépare un nouveau manga intitulé Versus (バーサス, Bāsasu), créé en collaboration avec Azuma Kyōtarō (dessinateur connu pour son travail sur The King of Fighters). Sa publication a commencé le 26 novembre 2022.

## Distinctions
ONE et Yusuke Murata ont reçu le prix du meilleur Manga Sugoi Japan Award 2016. Le prix vise à promouvoir des œuvres qui ont « l'universalité, l'originalité [et] le potentiel » pour devenir de grands succès internationaux.
En 2016, ONE a également reçu le 62e prix Shōgakukan pour son manga Mob Psycho 100, dans la catégorie Shōnen. Il s'agit d'un des plus anciens et des principaux prix du manga au Japon, il est décerné chaque année pour les mangas sérialisés.
| Année | Récompense          | Catégorie                                                                            | Travail                            | Résultat |
| ----- | ------------------- | ------------------------------------------------------------------------------------ | ---------------------------------- | -------- |
| 2014  | Grand prix du manga | Manga                                                                                | One Punch Man                      | Nommé    |
| 2015  | Prix Eisner         | Prix Eisner de la meilleure édition américaine de matériel international – Asie (en) | One-Punch Man (Viz Media)          | Nommé    |
| 2016  | Prix Harvey         | Manga                                                                                | One-Punch Man (Viz Media)          | Nommé    |
| 2016  | Prix Sugoi (en)     | Shōnen                                                                               | Mob Psycho 100                     | Gagné    |
| 2017  | Prix Shōgakukan     | Shōnen                                                                               | Mob Psycho 100                     | Gagné    |
| 2019  | Prix Harvey         | Meilleur manga                                                                       | Mob Psycho 100 (Dark Horse Comics) | Nommé    |

## Œuvres
- One-Punch Man (ワンパンマン?) (Webmanga; 2009–)
- One-Punch Man (ワンパンマン?) (remake avec Yusuke Murata; 2012–)
- Dotō no Yūshatachi (怒涛の勇者達?) (avec Yusuke Murata; 2012)[15]
- Dangan Tenshi Fan Club (弾丸天使ファンクラブ?) (avec Yusuke Murata; 2012)[16]
- Mob Psycho 100 (モブサイコ100?) (2012–2017)
- Makai no Ossan (魔界のオッサン?) (2012–2013)[17]
- Chikyū no Kaijū (地球の怪獣?) (avec Yusuke Murata et Kinu Nishimura; 2013)
- Gokiburi Buster (ゴキブリバスター?) (avec Yusuke Murata; 2015)[18]
- Reigen - Médium Niveau 131 Max -  (REIGEN ～霊級値MAX131の男～, Reigen: Reikyuuchi Max 131 no Otoko?) (2018–2019)[19]
- Versus (バーサス, Bāsasu?) (avec Kyōtarō Azuma; 2022–)[20]